# Fonzi
Fonzi je moško osebno ime.

## Izvor imena
Ime Fonzi je različica moškega osebnega imena Alfonz.

## Pogostost imena
Po podatkih Statističnega urada Republike Slovenije je bilo na dan 31. decembra 2007  število moških oseb z imenom Fonzi v Sloveniji manjše kot 5 ali pa to ime med moško populacijo sploh ni bilo uporabljeno.

## Osebni praznik
V koledarju je ime Fonzi skupaj z imenom Alfonz.